# Юки
Юки {Yuki} е калифорнийско индианско племе разделено на 3 самостоятелни подразделения или племена, юки, хучном и Крайбрежни юки. Говорят 3 диалекта на езика Юки, който е групиран с езика Уапо в малкото езиково семейство Юки-уапо. Името юки идва от думата „юке – враг“ в езика Уинту.
Територията на юките преди 1850 г. включва по-голямата северна част на басейна на река Ийл Ривър и Крайбрежните планини в северозападна Калифорния.

## Подразделения
Подразделяли се на 6 основни подразделения:
- Та’но’м,
- Укомно’м,
- Нуититно’м,
- Уитукомно’м,
- Онколукомно’м,
- Сукшалтатамно’м.

Отделно имали още 2 подразделения, които обитавали Роунд Вали и са били наричани Роунд Вали юки.
- Лалкутно’м
- Онтатно’м[1]

## История
Първите интензивни контакти на юките с европейците започват през 1856 г., когато в Роунд Вали е построена ферата Ном Култ Индиън Ферм. През 1858 г. тази ферма официално става резерват и други индиански групи като вайлаки, маиду, номлаки, ачомави, ацугеви, помо, лассик, модоки и яна идват да живеят тук. Бялото население също започнало да се увеличава. Новите поселища унищожавали природните ресурси, което принудило много от индианците да гладуват. Отделно заселниците започват процес за унищожаване на юките. Само за кратко време между 1850 г. до 1864 г. от близо 6900 юки остават едва 300, които са заселени в резервата Роунд Вали заедно с няколко други групи. В началото на 1870-те две вълни на Танца на духовете достигат резервата. През 1934 г. племената в Роунд Вали избират общ племенен съвет.

## Култура
Културата на юките била комбинация на първобитната материална култура със сложен церемониален живот. Основна единица на обществото било селото или ранчерията от около 150 души, ръководени от вожд. Селата били групирани в подплемена около едно основно голямо село. Няколко подплемена формирали всяко от племенните подразделения или дивизии. Воювали с вайлаките, номлаките, помо и понякога с като. Преди битка изпълнявали церемонията Танца на войната, а след победа Танца на скалповете.
Основното жилище било кръгло с конична форма около 3 м в диаметър изградено от колове и кора. Хората носели малко дрехи. Обикновено мъжете ходели голи или покривали слабините си с парчета еленова кожа. Жените носели двойна престилка. Основна храна били еленското месо, сьомгата и жълъдите. Мъжете ловували и ловяли риба, а жените събирали диви растителни храни. Събирането на жълъди било съвместна работа на цялото село. Други храни били различни гъби, птичи яйца, мед и ларви. Не ядели гризли, пуми, лисици, вълци, койоти, къртици, змии, гущери и бобри.